# Carles Marco
Carles Marco Viñas (Badalona, 23 settembre 1974) è un ex cestista e allenatore di pallacanestro spagnolo che giocava come playmaker.

## Carriera
Con la Spagna ha disputato i Campionati mondiali del 2002 e i Campionati europei del 2003.

## Palmarès
- Copa Princesa de Asturias: 1

Oviedo: 2017